# حركة حقوق المتحولين جنسيا

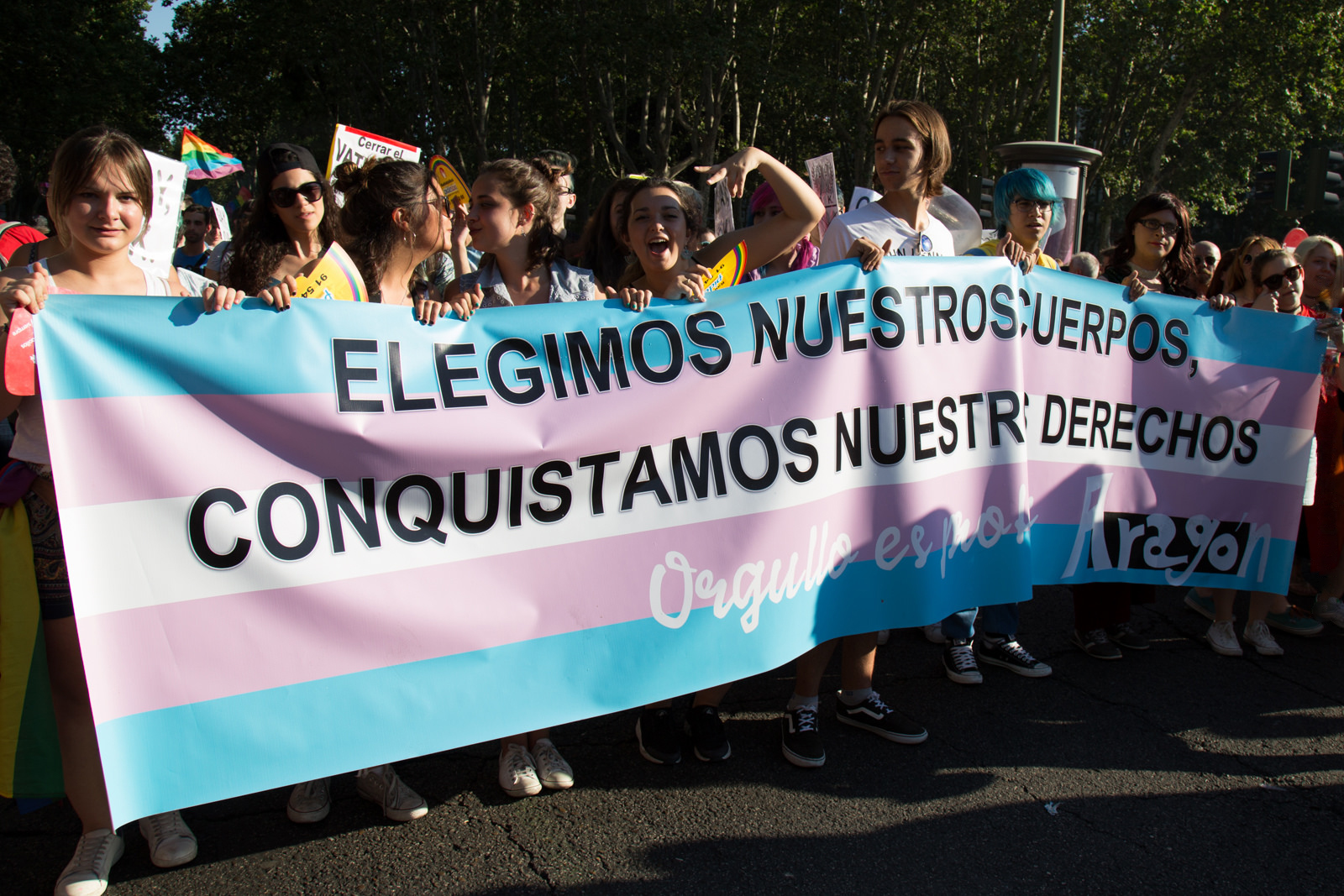
ناشطون مدافعون عن حقوق المتحولين جنسيًا في مدريد سنة 2016

تهدف حركة حقوق المتحولين جنسيًا إلى تعزيز حقوق هذه الفئة السكانية وإلغاء التمييز والعنف ضدها فيما يتعلق بالإسكان، والتوظيف، والمرافق العامة، والتعليم والرعاية الصحية. يسعى ناشطو مجتمع المتحولين جنسيًا في بعض الولايات القضائية لإتاحة تغيير وثائق الهوية لتتوافق مع الهوية الجندرية الحالية للشخص دون أن يحتاج لإجراء جراحة إعادة تحديد للجنس.

## تاريخها
أثار تعيين حدود حركة المتحولين جنسيًا بعض الجدل. تقليديًا، تظهر أدلة نشوء هوية سياسية موحدة في عام 1952، حينما أطلقت فيرجينيا برينس، وكانت ذكرًا ارتدى ملابس نسائية، ترانسفيستيا: دوريّة الجمعية الأمريكية للمساواة في اللباس برفقة آخرين، ويعتبر البعض هذه المجلة بداية حركة حقوق المتحولين جنسيًا في الولايات المتحدة، ولكن لم يصبح مصطلح (المتحولين جنسيًا) متداولًا قبل مرور عدة سنوات على ذلك.
في السنوات السابقة لأعمال شغب ستونوول، كانت قد انطلقت حركات أخرى لدعم حقوق مجتمع الميم، ولكن بما أن التفاوت الجندري قد شُمل دومًا ضمن الإشارة إلى الهوية المثلية، كانت معظم منظمات المثليين المبكرة أكثر استيعابًا في أهدافها المباشرة.
في عام 1959، حدث حراك مبكر غير مشهور على نطاق واسع في وسط مدينة لوس أنجلوس، وسُمي بأعمال شغب كوبر دونات، حينما أقدم الممثلون بألبسة نسائية، ومثليات ومثليو الجنس والمتحولون جنسيًا الذين ارتادوا مقهى كوبر دونات وتعرضوا لمضايقات شرطة لوس أنجلوس على المقاومة عندما اعتقلت الشرطة ثلاثة أشخاص منهم جون ريتشي، فبدأ الزبائن برشق عناصر الشرطة بالدونات وفناجين القهوة، فطلبوا الدعم واعتقلوا عددًا من مثيري الشغب، لكن ريتشي والمعتقلَين الآخرين تمكنوا من الهرب.

## قضايا مثيرة للقلق

### قوانين دورات المياه العامة
لفتت مسألة «مشروع قانون الحمامات» الرأي العام في الولايات المتحدة لأول مرة عام 2013 عندما حكمت شعبة الحقوق المدنية في كولورادو لصالح الطالبة كوي ماثيس المتحولة جنسيًا والبالغة من العمر ست سنوات في حقها باستخدام دورة مياه الفتيات في مدرستها الابتدائية. وعُرضت هذه القضية على الرأي العام مجددًا، إلى جانب ماثيس وعائلتها، في عام 2016 عند إصدار الوثائقي «النشوء ككوي».

### التعليم
غالبًا ما كانت معاملة الأشخاص المتحولين جنسيًا في البيئات التعليمية محط تركيز مخاوف الحركة. في دراسة استقصائية للمدارس الثانوية الكندية بين عامي 2007 و2009، وُجد أن 74% من الطلاب الذي عرفوا أنفسهم على أنهم متحولون جنسيًا قد أبلغوا عن تعرضهم للتحرش اللفظي بسبب نوعهم الاجتماعي، بينما أبلغ 37% منهم عن مقاساتهم تحرشًا جسديًا لذات السبب، وأشار 49% من الطلاب المتحولين جنسيًا إلى تعرضهم للتحرش الجنسي لمرة واحدة على الأقل خلال عامهم الدراسي الماضي.

### إحصائيات الاضطهاد
في دراسة استقصائية أجراها المركز الوطني لمساواة المتحولين جنسيًا بالمشاركة مع فرقة العمل الوطنية لمثليي ومثليات الجنس، أفاد المستجيبون أن 90% منهم قد تعرض لتمييز أو تحرش في مكان العمل والمدرسة. ويعاني مجتمع المتحولين جنسيًا من معدلات بطالة تفوق المعدل الوطني بالضعف.

### المتحولون جنسيًا من غير البيض
غالبًا ما يواجه هؤلاء الأشخاص هوية تخضع للشكوك والقمع من قبل الشرطة، ويتعرضون للتمييز كمتحولين جنسيًا وكأصحاب بشرة غير بيضاء في آن واحد.
بما أن النساء المتحولات جنسيًا وصاحبات البشرة الملونة يتعرضن لتمييز جندري وعنصري معًا، قد تختلف تجاربهن نوعيًا عن متحولات الجنس صاحبات البشرة البيضاء، فالعائلات الأفريقية الأمريكية واللاتينية تكون متجذرة بعمق عادةً في تقاليدها الدينية، ما قد يؤدي لأفكار أكثر تحفظًا وصرامة من الناحية الاجتماعية عن أدوار الجنسين، والمثلية الجنسية والتقاليد، وتشير العديد من النساء المتحولات جنسيًا صاحبات البشرة الملونة إلى أن ردود أفعال أهاليهن السلبية تعود لحد كبير إلى الدور الذي تلعبه المعتقدات الدينية في حيواتهم. يقلق الأهل أيضًا من مواجهة أطفالهم صعوبات إضافية كأفراد ينتمون لأقليات مزدوجة.
تتضمن بعض الطرق التي يحظى بها البيض المتحولون جنسيًا على ميزات تفوق نظراءهم من غير البيض العنف العنصري، وحصولهم على أجور أفضل، وتمثيل أفضل في الحركة الإعلامية السائدة والمزيد من الفوائد منها.

## في الثقافة الشعبية

### التمثيل في وسائل الإعلام
توثر الصورة التي تعرضها الثقافة الشعبية بشكل كبير على كل من مجتمعي المتحولين جنسيًا والمتوافقين جنسيًا. وجدت إليزابيث تيزديل وباتريشا ثومبسون في دراسة عن هذا الموضوع أن وسائل الإعلام تعزز قيم الثقافة السائدة، وهي إحدى أقوى الوسائل التعليمية غير الرسمية، ومن خلالها يبني الناس أفكارًا عن أنفسهم والآخرين من حولهم، وبالتالي يضفي المزيد من هذا التصوير شرعية على هويات وحركات مثل حركة المتحولين جنسيًا.

### مشاهير

#### لافيرين كوكس
كانت الممثلة لافيرين كوكس التي ظهرت في مسلسل البرتقالي هو الأسود الجديد صريحة بشكل خاص حول أهمية حقوق المتحولين جنسيًا، وبكونها متحولة جنسيًا، فقد واجهت كوكس بنفسها القضايا التي تحيط بهؤلاء الأشخاص، وعادة ما تروي تجاربها الخاصة مناصرة لحركة حقوق المتحولين جنسيًا.

#### كيتلين جينر
في أبريل عام 2015، ظهرت نجمة التلفزيون كيتلين جينر والحائزة على الميدالية الأولومبية الذهبية كمتحولة جنسيًا، ورغم أن الخبر كان متوقعًا طوال أشهر سابقة، فقد صدم الجمهور وحظي باهتمامهم الكبير. وُثّق تحوّل جينر في المسلسل التلفزيوني الواقعي القصير أنا كيت، واعتزمت جينر على إحداث فرق ورفع الوعي حول حقوق المتحولين جنسيًا من خلال رواية قصتها، ورغم أنها لفتت المزيد من النظر لهذه الفئة السكانية، انتُقدت روايتها ومسلسلها لإساءة تمثيلهما نضالات معظم أفراد مجتمع المتحولين جنسيًا الذين هم أقل حظًا منها ويواجهون مشاكل أعمق بكثير.

## شخصيات سياسية بارزة متحولة جنسيًا
- جورجينا بيير، السياسية نيوزلندية السابقة التي كانت أول عمدة متحولة جنسيًا علنًا وأول سياسية متحولة جنسية تصبح عضوًا في البرلمان في العالم.[17]
- آية كاميكاوا وتومويو هوسودا، أول سياسيَّين يابانيين متحولين جنسيًا بشكل علني.[18]
- أماندا سيمبسون، نائبة مساعد وزير الدفاع الأمريكي للطاقة التشغيلية، وتحتل المرتبة الأعلى بين المعينين المتحولين جنسيًا على العلن في الولايات المتحدة.[بحاجة لمصدر]
- شابنام موسي، أول هندية متحولة جنسيًا تُنتخب لمنصب عام.[19][20]
- جيني بيلي، عمدة كامبردج في المملكة المتحدة التي تزوجت أيضًا من متحول جنسيًا.[21]
- جيمي لي هاميلتون، أول متحول جنسيًا يترشح لمنصب في كندا.[22]
- كيم كوكو أيواموتو، مفوضة الحقوق المدنية في هاواي وعضو سابق في مجلس التعليم.[23]
- ميشيل مونتروي، وهي سياسية ومحامية كندية وناشطة في حقوق المتحولين جنسيًا.
- نيكي سينكلير، وهي عضو سابق في البرلمان الأوروبي.[24]
- كارلا أنتونيلي، الممثلة والسياسية الإسبانية التي كانت أول متحولة جنسيًا بشكل علني تشارك في المجلس التشريعي الإسباني.[25]
- آنا غرودزكا، السياسية البلوندية التي كانت أول متحولة جنسيًا بشكل علني تًنتخب نائبةً في أوروبا.[26]
- لورين سكوت، وهي ناشطة أمريكية في حقوق مجتمع الميم وترشحت لمجلس نيفادا كجمهورية.[27]
- جيرالدين رومان، أول امرأة متحولة جنسية علنية تُنتخب عضوًا في الكونغرس الفيليبيني.[28]
- ميشيل سواريز، أول امرأة متحولة جنسيًا بشكل علني تُنتخب لمنصب في الأوروغواي.
- تمارة أدريان، أول امرأة متحولة جنسيًا بشكل علني تُنتخب لمنصب في فنزويلا.
- بريانا زيستبروك، سياسة أمريكية ديموقراطية اشتراكية، ونائبة رئيس حزب أريزونا الديموقراطي.[29]